# Chiesa di San Lorenzo Martire (Sant'Oreste)
La chiesa di San Lorenzo Martire è la parrocchiale di Sant'Oreste, in città metropolitana di Roma Capitale e diocesi di Civita Castellana; fa parte della vicaria del Soratte.

## Storia
L'originaria cappella santorestese venne sostituita nel XVI secolo da una nuova chiesa disegnata da Jacopo Barozzi da Vignola e realizzata da maestranze della zona.
Tuttavia, la facciata fu edificata su progetto di un religioso gesuita, tale Mastro Giovanni; la consacrazione venne poi celebrata nell'anno 1600.
Alcuni decenni dopo, nel 1638, l'organo fu costruito da Ennio Bonifazi e poi installato sopra la cantoria lignea.
Nel 1746 prese inizio un intervento di rifacimento e di ampliamento della struttura; i lavori terminarono tre anni dopo, nel 1749. La facciata venne invece portata a compimento nel 1818.
Nel 1952 fu posato il nuovo pavimento in cotto, mentre nel 1966 venne collocato il nuovo altare postconciliare; nel 2000 e tra il 2009 e il 2011 furono eseguiti ulteriori interventi di riqualificazione.

## Descrizione

### Esterno
La facciata della chiesa è spartita da una cornice marcapiano in due registri, entrambi scanditi da paraste d'ordine dorico; quello inferiore, più largo e rivestito da travertino, è caratterizzato dal portale d'ingresso centrale, sovrastato da un timpano triangolare, e da due nicchie laterali, mentre quello superiore, intonacato, affiancato da due volute e coronato dal frontone, presenta due finestre.
Annesso alla parrocchiale è il campanile, intonacato, che presenta all'altezza della cella delle bifore.

### Interno
L'interno dell'edificio si compone di tre navate voltate a botte; alla fine dell'aula si sviluppa il presbiterio, a sua volta chiuso dall'abside di forma semicircolare.
Qui sono conservate diverse opere di pregio, tra le quali la pala avente come soggetto il Martirio di San Lorenzo, la tela raffigurante la Madonna del Rosario, risalente alla fine del XVI secolo, e il pulpito ligneo, costruito nel XVI secolo.